# Laogai

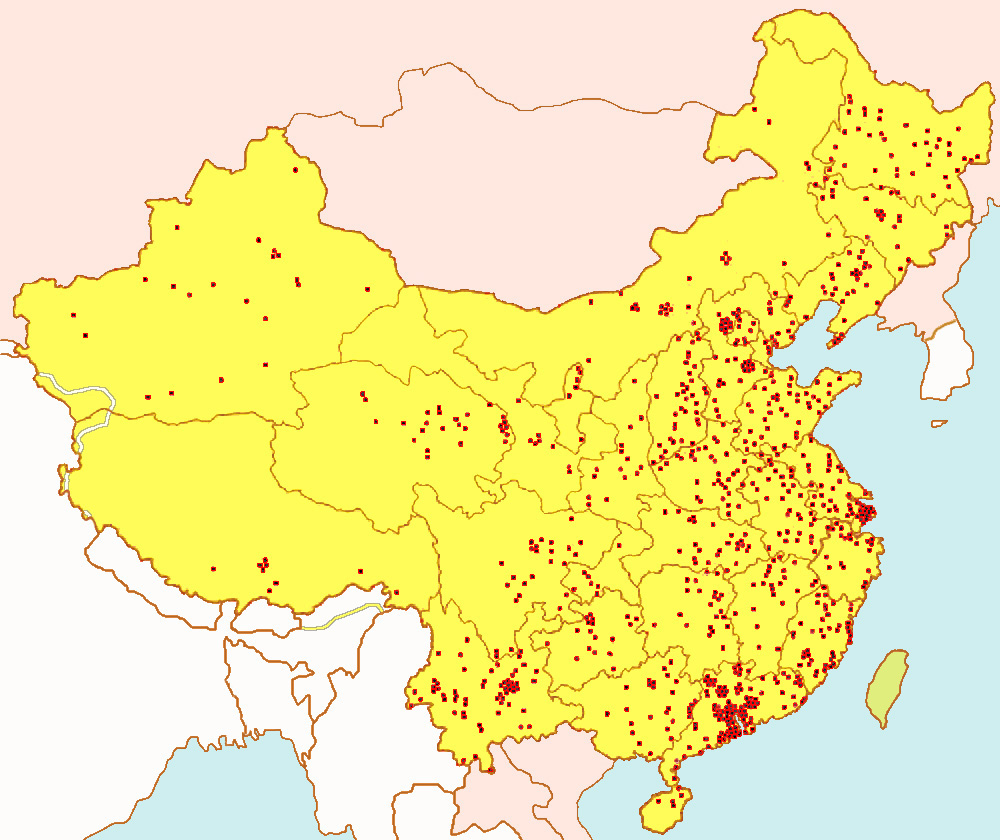
Karte der Laogai in der Volksrepublik

Laogai (chinesisch 勞改 / 劳改, Pinyin láo găi), Abkürzung von 勞動改造 / 劳动改造,  láo dòng gǎi zào – „Reform durch Arbeit“, ist ein System von Arbeitslagern in der Volksrepublik China. Die Laogais sind Arbeitslager, in welchen von Gerichten verurteilte Gefangene ihre Haftstrafe verbüßen. Gefangene in der Administrativhaft verbringen die Haftstrafe in der Regel in Arbeitslagern mit dem Namen Laojiao.

## Laogais und Laojiaos
Im chinesischen Rechtssystem gibt es zwei verschiedene Arten der Verurteilung. Ein Angeklagter kann entweder von einer Polizeibehörde mit Administrativhaft belegt oder von einem ordentlichen Gericht verurteilt werden. Häftlinge in der Administrativhaft verbüßen ihre Strafe in der Regel in Arbeitslagern mit dem Namen Laojiao (übersetzt: „Umerziehung durch Arbeit“), die von ordentlichen Gerichten verurteilten Gefangenen verbüßen ihre Strafe in Arbeitslagern mit dem Namen Laogai (übersetzt: „Reform durch Arbeit“).
Während das System der Administrativhaft in China als viel zu ungeregelt in der politischen Diskussion ist, wurde das den Laogais zugrunde liegende Strafrecht recht klar ausgestaltet. Das System der „Umerziehung durch Arbeit“ in den Laojiao wurde 2013 formell abgeschafft, allerdings bleiben die grundlegenden Strukturen intakt. Die Partei betreibt weiterhin Fabriken mit Gefangenen als Zwangsarbeitern.

## Anzahl der Häftlinge in China
Insgesamt gibt es in China ungefähr 1,4 Mio. Häftlinge, es kommt also ein Häftling auf ungefähr 950 Einwohner, von diesen 1,4 Mio. Häftlingen sind 400.000 Insassen in der Administrativhaft. In den USA ist das Verhältnis ein Häftling auf 143 Einwohner, in Deutschland ein Häftling auf 1357 Einwohner.

## Status der Gerichte in China
Das klar ausgestaltete Strafrecht garantiert aber noch keinen sicheren Schutz gegen politische Einflussnahme bei den Gerichten, zumal ein selbstbewusstes Justizwesen erst sehr jung ist. Zwar hat sich der Ausbildungsstand der Richter wie auch deren Selbstbewusstsein in den letzten 15 Jahren massiv verbessert, während im Jahr 1995 nur 5 Prozent der Richter einen Hochschulabschluss hatten, viele waren Offiziere außer Dienst, so waren es im Jahr 2005 bereits die Hälfte. Zu Beginn der Reformära gab es 3000 Anwälte, im Jahr 2007 waren es 150.000. In der Regel funktionieren die Gerichte inzwischen recht gut, es gibt aber immer wieder Interventionen politischer Kader bei Verfahren gegen politisch unbequeme Bürger. Das chinesische Sprichwort: „Die Polizei kocht das Essen, der Staatsanwalt serviert es, und das Gericht isst es“ ist erst teilweise überwunden, zumal in den ländlichen Gebieten noch nicht das Niveau der großen Städte erreicht ist.

## Verurteilungen mit politischem Hintergrund
Im Jahr 2007 wurden 742 Bürger wegen „Vergehen gegen die Staatssicherheit“, „Veröffentlichung von Staatsgeheimnissen“, „Anstiftung zum Aufruhr“ oder ähnlichem verurteilt. Im Jahr 2006 waren es noch 344 Verurteilungen. Daneben gibt es dann aber noch eine Dunkelziffer von Verurteilungen unbequemer Bürger, über die die Schätzungen weit auseinandergehen. Die Organisation Amnesty International stützt sich auf die obigen Zahlen und will keine eigenen, darüber hinausgehenden Zahlenangaben machen. Amnesty International erklärt, dass die Situation für weitere Zahlenangaben zu unklar ist und konzentriert sich bei seiner Kritik auf dokumentierte Einzelfälle.

## Misshandlungen in den Laogais
Körperliche Misshandlung wie auch Folter ist in China verboten, wie auch die chinesische Regierung stets betont. Es gibt in den chinesischen Lagern aber immer wieder diese Fälle der Misshandlungen. Selten wird ein brutaler Aufseher bestraft. Lagerinsassen haben weder in der Bevölkerung noch bei der Regierung eine Lobby. In weiten Teilen der chinesischen Gesellschaft herrscht die Meinung, dass Diebe und anderes „Gesindel“ streng bestraft gehören, Einsprüche will man nicht hören. „Renitente“ Lagerinsassen können in China noch viel weniger Verständnis erwarten. Darüber hinaus finden sich zu wenig gute Polizisten, die zu der angebotenen Bezahlung in den Arbeitslagern als Aufseher arbeiten würden. So gibt es in den Lagern die sogenannten „Semi-Polizisten“. Dies sind häufig ehemalige Arbeitslose oder entlassene Soldaten, mit geringer Ausbildung, schlechter Bezahlung und mit dem Ruf, schnell zuzuschlagen.

## Exporteinnahmen aus Zwangsarbeit
China erzielt Einnahmen aus dem Export von Produkten der Zwangsarbeit, teilweise zu Dumping-Preisen und via Internet. Die USA verweigern deren Einfuhr, die Europäische Union bis 2023 nicht. Im Juni 2023 verabschiedete das Europäische Parlament einen Passus im neuen Lieferkettengesetz, nachdem Unternehmen die gesamte Wertschöpfungskette auch auf illegale Zwangsarbeit überprüfen sollen: Besteht ein Nachweis auf Zwangsarbeit, müssen in der EU ansässige importierende Unternehmen die Einfuhr entsprechender Güter stoppen. Kommen sie dieser Sorgfaltspflicht nicht nach, können sie mit einer Geldstrafe von mindestens 5 % des weltweiten Nettoumsatzes belegt werden.

## Schlussbemerkung
Im Wesentlichen sind die Laogais ein Instrument des Strafvollzugs mit juristisch klarer Aufgabe. Es sind die Arbeitslager für verurteilte Kriminelle. In diesen Lagern sitzen aber auch politische Gefangene. Obwohl körperliche Misshandlung wie auch Folter in China verboten ist, werden diejenigen politischen Gefangenen, die die Regierung als ihre gefährlichsten Feinde betrachtet, so häufig misshandelt, dass Amnesty International dahinter mehr als ein Vergehen einzelner Aufseher vermutet.

## Film
- Laogaï – Chinas System der Zwangsarbeit, Dokumentarfilm, ZDF, Deutschland 2014[11]
- Zwangsarbeit – SOS aus China, Dokumentarfilm, arte, Frankreich 2023[12]